# Гаєвський Левко Гнатович
Левко Гнатович Гаєвський (18.02.1898, м. Глухів Чернігівської губ., тепер Сумської обл. — 20.07.1935, м. Отвоцьк, Польща) — український військовий, театральний діяч; звання — хорунжий полку Чорних запорожців Армії УНР.

## Родина
«Син артиста української сцени». Брат Софії Безручко (Гаєвської), співачки Української республіканської капели О. Кошиця (1919—1920), акторки театру Миколи Садовського (Ужгород, 1922). Мама, Марія Петрівна Гаєвська, 1842 р. н., також акторка. У родині було 8 дітей (Фатима, Каліста, Софія, Юрій, Левко та ін.).
Любов Олександрівна Гаєвська, очевидно дружина Левка Гаєвського, народилася 1902 р. в Києві, закінчила Фундуклеївську гімназію, артистка балету, урядовиця уряду УНР.

## Біографічні відомості
З 5-го класу Ніжинської комерційної школи вступив вільноприділеним до 18-го драгунського полку.
У березні 1917 р. перейшов до 1-го полку ім. Богдана Хмельницького, один з перших добровольців Богданівського полку. Воював проти большевиків і денікінців. «Очайдушно-хоробрий, завзятий вояк». Був поранений у грудну клітку. Учасник Зимового походу. Лицар Залізного хреста (1920).
Мешкав в Ужгороді по вул. Капітульській, Учительський устав. Останнє місце служби — 1-ша Запорозька гарматна бригада (командир — підполковник Семен Лощенко). Разом з ним на еміграцію пішли мама, сестри Фатима, Каліста та брат Юрко. Кордон перейшли 20 листопада 1920 року. Карався в т. Вадовиці (Польща).
У ЧСР прибув 11 вересня 1922 року. 5 серпня 1923 р. подав заяву на вступ на матуральні курси УГА, але через брак документів не прийнятий. На Самбірщині та Лемківщині в бібліотеках організовував українські аматорські вистави, через що поляки змусили його виїхати в інші місцевості. У могилу звели сухоти. Похований на цвинтарі Воля у Варшаві.